# Lanhouarneau
Lanhouarneau (bretonisch Lanhouarne) ist eine französische Gemeinde in der Region Bretagne im Département Finistère mit 1294 Einwohnern (Stand 1. Januar 2022). 

## Geographie
Morlaix liegt 27 Kilometer östlich, Brest 29 Kilometer südwestlich und Paris etwa 480 Kilometer östlich. Die geringste Entfernung zur bretonischen Nordküste beträgt circa acht Kilometer. 
Bei Landivisiau und Landerneau befinden sich die nächsten Abfahrten an der Schnellstraße E 50 (Rennes-Brest) und die nächsten Regionalbahnhöfe.
Nahe der Stadt Brest gibt es einen Regionalflughafen.

## Bevölkerungsentwicklung
| Jahr                       | 1962 | 1968 | 1975 | 1982 | 1990 | 1999 | 2007 | 2017 | 2020 |
| Einwohner                  | 1112 | 1058 | 1029 | 1032 | 959  | 903  | 1032 | 1308 | 1317 |
| Quellen: Cassini und INSEE |      |      |      |      |      |      |      |      |      |

## Sehenswürdigkeiten
- Kirche Saint-Hervé

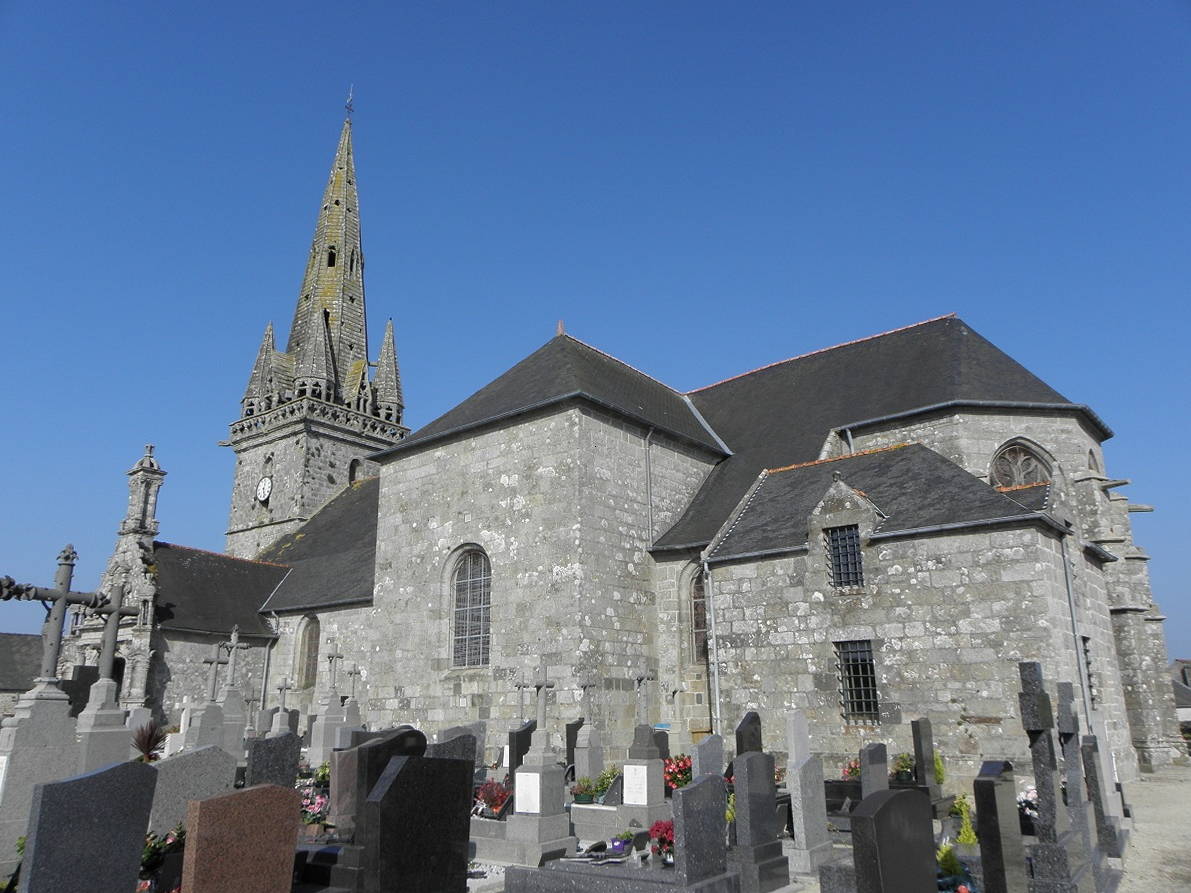
Kirche Saint-Hervé

Siehe auch: Liste der Monuments historiques in Lanhouarneau